# Cuando acaba la noche
Cuando acaba la noche es una película de drama y crimen mexicana de 1950, dirigida por Emilio Gómez Muriel y protagonizada por David Silva, Lilia Prado, Óscar Pulido, Carlos Múzquiz, Enriqueta Reza y Aurora Segura.

## Trama
Una noche en un pequeño restaurant, Gabriel defiende a su familia de unos borrachos, pero desafortunadamente, mata a uno de ellos de un botellazo en la cabeza.

## Reparto
- David Silva como Gabriel Moreno
- Lilia Prado como Consuelo González
- Óscar Pulido como Fotógrafo
- Carlos Múzquiz como Enrique
- Enriqueta Reza como Madre de Gabriel
- Aurora Segura como Señorita Meneses
- Pedro de Urdimalas como Preso
- Jorge Arriaga como Bernabé
- Mercedes Soler como Ana María
- Juan Orraca como Gangster
- Jaime Valdés
- Lucha Palacios como Amelia
- Luis Ornelas como Niño
- Gaspar Henaine «Capulina» como Vecino (Los Trincas)
- Raúl Zapata (Los Trincas)
- Rafael Baledón
- Federico García Briseño
- Armando Velasco como Director del penal
- Caridad Vázquez como Bailarina (no acreditada)
- Mercedes Vázquez como Bailarina (no acreditada)

## Banda sonora
- "Ay de Mi", escrita por Gabriel Luna de la Fuente
- "Mambolandia", escrita por Ramón Márquez
- "Amorcito Corazón", escrita por Manuel Esperón y Pedro de Urdimalas
- "El Riflero", escrita por Mariachi Vargas
- "La Careajada", escrita por Gaspar Henaine, Raúl Zapata y Raúl Morales (Los Trincas)